# J. Michael Kosterlitz

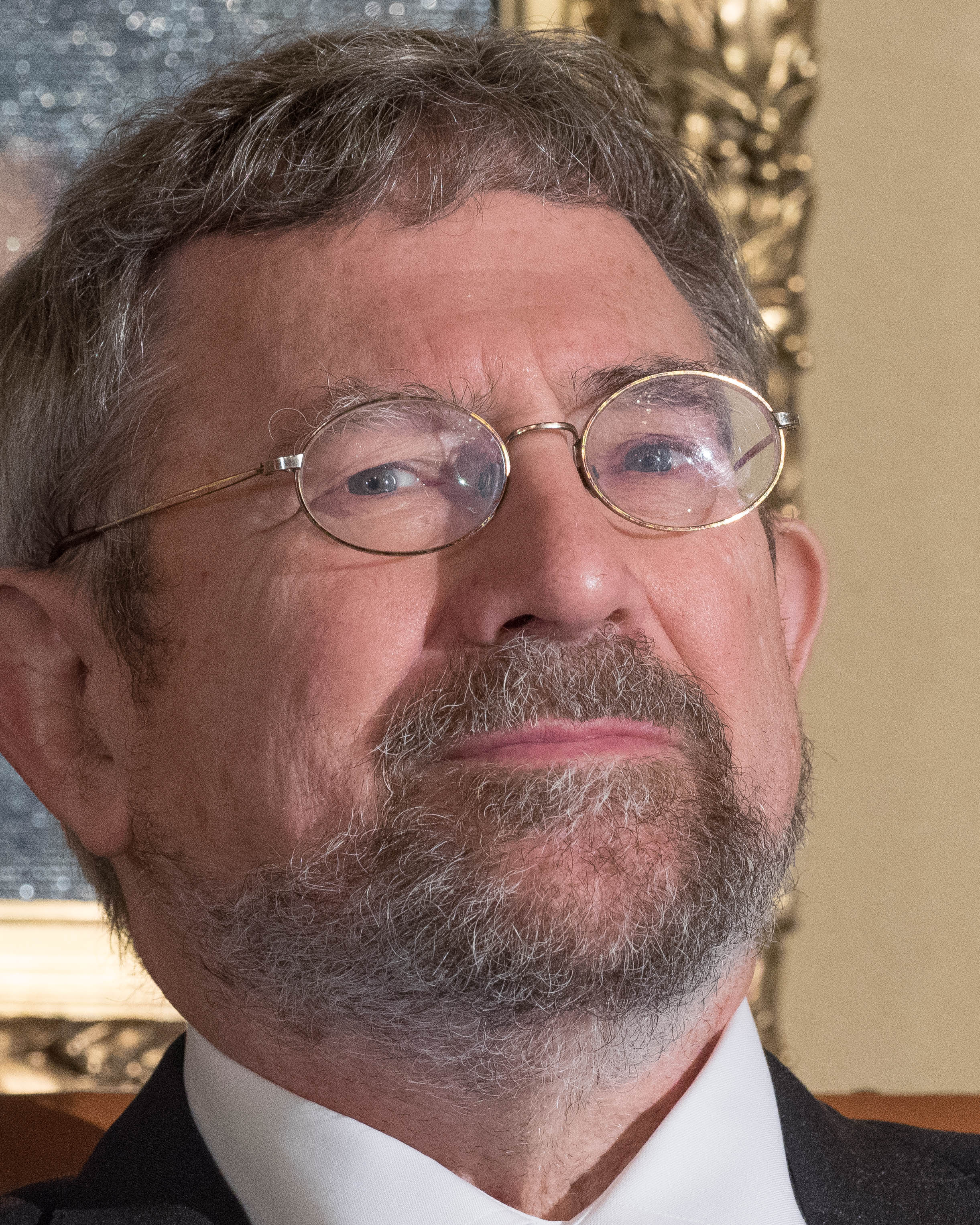
Michael Kosterlitz under presskonferens i Stockholm, december 2016.

John Michael Kosterlitz, född 22 juni 1943 i Aberdeen i Skottland, är en brittisk professor i fysik vid Brown University och son till biokemisten Hans Kosterlitz. Han tilldelades 2016 års Nobelpris i fysik tillsammans med David J. Thouless och Duncan Haldane för sitt arbete med kondenserade materiens fysik.
Han föddes i Aberdeen, Skottland som son till tysk-judiska invandrade föräldrar. Han tog sin examen vid Gonville and Caius College i Cambridge. År 1969 blev han filosofie doktor vid Brasenose College, Oxfords universitet.
2016 tilldelades J. Michael Kosterlitz Nobelpriset i fysik.